# 鄭津
郑津（1989年1月4日—），又名郑毅，出生于天津，足球运动员。现效力天津泰达，司职前卫 。2007年郑津曾入选了刘春明的国青队。 郑津作为河北队的一员参加了2009年的第十一届全运会的男足比赛，赛后河北队解散，郑津在2010年初在天津泰达试训 ，媒体称其没有得到主教练阿里·汉的肯定，最终没有留队 ，但是郑津后来以郑毅的名字报名进入2011年天津泰达的阵容中，并以郑津的名字参加了2011年5月天津泰达预备队的比赛。 2012年郑津作为天津泰达一队的一员报名参加中超联赛。

## 出场纪录
最后更新：2012年3月1日
| 赛季 | 球队     | 联赛 | 联赛 | 联赛 | 足协杯 | 足协杯 | 中超杯 | 中超杯 | 亚冠 | 亚冠 | 总计 | 总计 |
| 赛季 | 球队     | 联赛 | 出场 | 进球 | 出场   | 进球   | 出场   | 进球   | 出场 | 进球 | 出场 | 进球 |
| ---- | -------- | ---- | ---- | ---- | ------ | ------ | ------ | ------ | ---- | ---- | ---- | ---- |
| 2012 | 天津泰达 | 中超 | 0    | 0    | 0      | 0      | -      | -      | 0    | 0    | 0    | 0    |
| 总计 | 总计     | 总计 | 0    | 0    | 0      | 0      | 0      | 0      | 0    | 0    | 0    | 0    |